# Chactas venegasi
Espèce
Chactas venegasi est une espèce de scorpions de la famille des Chactidae.

## Distribution
Cette espèce est endémique de l'État de Mérida au Venezuela.

## Étymologie
Cette espèce est nommée en l'honneur de Leonardo Venegas.

## Publication originale
- González-Sponga, 2008 : Biodiversidad de Venezuela. Descripción de dos nuevas especies del género tityus Koch, 1836 (Buthidae) y dos nuevas especies del genero Chactas Gervais, 1844 (Chactidae). Boletín de la Academia de Ciencia Físicas, Matemáticas y Naturales de Venezuela, vol. 68, no 1, p. 39-65.